# نادي جدة
نادي جدة الرياضي السعودي لكرة القدم هو نادٍ رياضي سعودي تأسس عام 1968 بمدينة جدة غرب السعودية حيث تم دمج عدة أندية في عام 1 هجري وهي رضوى والهلال البحري والتسامي والسلام والطالب، سمي بعد الدمج نادي موحد جدة ثم سمي نادي الثغر، وفي عام 1393 تم تغيير المسمى إلى نادي الربيع.
تأهل عام 2006 للمرة الأولى في تاريخه من الدرجة الثالثة إلى الدرجة الثانية ، أنهى نادي الربيع موسم 2009-2010 في المركز الثالث بدوري الدرجة الثانية وهو أفضل إنجاز له، وما لبث أن أصدر قرار زيادة أندية الدرجات المختلفة والدرجة الأولى تحديدا إلى 16 فريقا، مما يعني تأهل الربيع للدرجة الأولى لأول مرة في تاريخه، لكنه هبط لاحقاً للدرجة الثانية ، وفي 24 (توضيح) يونيو 2016 قررت إدارة النادي وأعضاء الجمعية العمومية وبعد موافقة الهيئة العامة للرياضة والجهات المعنية بتغيير اسم النادي من الربيع إلى نادي جدة.
حاليا يلعب نادي جدة في دوري الدرجة الأولى بعد صعوده من دوري الدرجة الثانية.

## تشكيلة الفريق الحالية
ملاحظة: تشير الأعلام إلى المنتخب بحسب قواعد الأهلية المعتمدة من قبل الفيفا؛ تنطبق بعض الاستثناءات المحدودة. وقد يحمل اللاعبون أكثر من جنسية لا تعترف بها الفيفا.
| الرقم | البلد     | المركز | اللاعب                                  |
| ----- | --------- | ------ | --------------------------------------- |
| 1     | السعودية  | حارس   | ياسر المسيليم                           |
| 2     | السعودية  | وسط    | وسام هوساوي                             |
| 3     | السعودية  | مدافع  | خالد الحربي                             |
| 4     | السعودية  | مدافع  | باسل الحضيف                             |
| 5     | السعودية  | مدافع  | سلطان تنكر (معار من نادي الحزم)         |
| 6     | السعودية  | مدافع  | فهد الصحفي                              |
| 7     | السعودية  | وسط    | البراء باعظيم                           |
| 8     | فنزويلا   | وسط    | بريان أورتيغا (معار من نادي الاتحاد)    |
| 9     | السعودية  | مهاجم  | حسين المعيني                            |
| 10    | السعودية  | وسط    | عمار النجار                             |
| 11    | السعودية  | وسط    | جواد أمين                               |
| 12    | السعودية  | وسط    | مبارك الصقور                            |
| 13    | الأرجنتين | مدافع  | ايساياس رودريغيز (معار من نادي الاتحاد) |
| 17    | السعودية  | وسط    | محمد السفري                             |

| الرقم | البلد    | المركز | اللاعب                                  |
| ----- | -------- | ------ | --------------------------------------- |
| 19    | السعودية | وسط    | فهد الجيزاني                            |
| 22    | السعودية | حارس   | فارس الجهني                             |
| 23    | السعودية | حارس   | نواف بامحرز                             |
| 24    | السعودية | وسط    | أحمد العميسي                            |
| 25    | السعودية | وسط    | إسماعيل عمر                             |
| 26    | السعودية | مهاجم  | سلطان هوساوي                            |
| 27    | السعودية | مدافع  | صلاح البنعلي                            |
| 29    | كولومبيا | مهاجم  | ريكاردو كارابالو (معار من نادي الاتحاد) |
| 33    | الصومال  | مدافع  | فيصل أبو بكر                            |
| 55    | الغابون  | وسط    | ميدوين بيتيغي                           |
| 79    | السعودية | مهاجم  | حسان مختار                              |
| 87    | السعودية | وسط    | سطام تمبكتي (معار من نادي الوحدة)       |
| --    | السعودية | مدافع  | إياد حكمي                               |
| --    | السعودية | وسط    | عبد العزيز صابر                         |

## روابط خارجية
1. [1]شعار النادي القديم

1. [2]شعار النادي القديم

1. [3]شعار النادي القديم